# Цукарело (Савона)
Цукарело (итал. Zuccarello) је насеље у Италији у округу Савона, региону Лигурија.
Према процени из 2011. у насељу је живело 279 становника. Насеље се налази на надморској висини од 203 м.

## Становништво
Према резултатима пописа становништва 2011. у општини је живело 322 становника.
| 1936. | 1951. | 1961. | 1971. | 1981. | 1991. | 2001. | 2011. |
| ----- | ----- | ----- | ----- | ----- | ----- | ----- | ----- |
| 425   | 446   | 410   | 382   | 335   | 300   | 289   | 322   |